# 극장판 검정고무신: 즐거운 나의 집
극장판 검정고무신: 즐거운 나의 집은 한국에서 제작된 송정율, 송요한 감독의 2022년 애니메이션 영화이다. 박지윤 등이 주연으로 출연하였다. 대한민국 기준 전체 관람가이다.

## 출연

### 주연
- 박지윤 : 기영 역
- 오인실 : 기철 역

## 제작진
- 원작자: 이우영
- 원작자: 이영일